# Софі Ларк
Софі Ларк (англ. Sophie Lark) — американська письменниця, автор любовних романів та популяризаторка російської мафії[джерело?].

## Життєпис
Живе в Південній Каліфорнії з чоловіком та трьома дітьми.

## Творчість
До 2025 року Ларк опублікувала понад два десятки романів. Вона публікується в США як самостійно, так і у видавництві Bloom Books, філії американського видавництва Sourcebooks. У німецькомовних країнах її книги видаються видавництвом Bloom у складі видавничої групи Penguin Random House.
Авторка стала відомою, перш за все, завдяки так званій серії «Творці королів». Це включає загалом п'ять творів, у попередній версії під назвами «Спадкоємець» до «Дикун», а в новому виданні розташовані хронологічно від «Першого року» до «Випускного». Серія «Підземний світ» включає вісім творів, а «Дует грішників» — два. Крім того, є кілька робіт, які були опубліковані поза серіями.

## Скандали
27 травня 2025 року видавництво «КСД» повідомило про переклад книжки «Брутальний принц» Софі Ларк, проте українські книжкові блогери звернули увагу, що авторка часто романтизує у своїх творах російську культуру[джерело?]. Так, одна з її серій присвячена російській мафії з романтизацією російського життя та згадкою окупованого Криму як начебто частини Росії. Крім того, у 2024 році вийшла її книжка «Монарх» про «Елену Зеленську» зі Львова, яка погоджується на одруження з іноземцем наосліп, щоб лише втекти з України. Серед книг Ларк також — «Анастасія» про королівську династію Романових.
В книжці Sparrow and Vine Софі Ларк є репліка: «Але хіба не повинна бути команда людей із сумнівними робочими візами, які збирають для нас ці виноградники?». Ларк також зізналась у прихильності до Ілона Маска.
Стерши коментарі, що вказували на расизм у її книгах, Софі Ларк виклала вибачення у Тік-Тоці.
Письменницю звинуватили в просуванні шкідливих стереотипів, а кілька компаній, зокрема Dark and Disturb, оголосили про припинення співпраці. Видавництво Bloom Books відкликало роман та повідомило, що більше не видаватиме цю серію.
У кінці книжки «Анастасія» авторка пише:
Коли я писала книжку, Путін напав на Україну. Це конфлікт, коріння якого сягає сотень років у минуле, та сама жорстокість, гноблення відбуваються й сьогодні. Я запитала себе, чому ми так одержимі Анастасією? Це через нашу мрію про те, якою ми б хотіли, щоб вона була. Якою б ми хотіли бачити Росію.— 
У травні 2025 року видавництво КСД знищило наклад перекладу книжки «Брутальний принц» (30 тисяч примірників) та розірвало договір на всі 6 частин серії письменниці. Видавництво заявило про щонайменше 9,6 млн грн збитків або недоотриманого прибутку.